# Ruta Estatal de Arizona 99
La Ruta Estatal de Arizona 99, y abreviada SR 99 (en inglés: Arizona State Route 99) es una carretera estatal estadounidense ubicada en el estado de Arizona. La carretera inicia en el Sur desde la Sur de Winslow hacia el Norte en la Cerca de Leupp. La carretera tiene una longitud de 71,3 km (44.31 mi).

## Mantenimiento
Al igual que las autopistas interestatales, y las rutas federales y el resto de carreteras estatales, la Ruta Estatal de Arizona 99 es administrada y mantenida por el Departamento de Transporte de Arizona por sus siglas en inglés ADOT.

## Cruces
La Ruta Estatal de Arizona 99 es atravesada principalmente por la  I 40     en Winslow.